# Nelson, Wales
Nelson är en ort och community i Storbritannien.   Den ligger i kommunen Caerphilly och riksdelen Wales, i den södra delen av landet, 220 km väster om huvudstaden London. 